# Диркс, Рудолф
Ру́долф Диркс (англ. Rudolph Dirks; 26 февраля 1877, Хайде, Шлезвиг-Гольштейн, Германская империя — 20 апреля 1968, Нью-Йорк, Нью-Йорк, США) — один из самых ранних и известных художников комиксов, хорошо известен по «Детям Катценджаммера».

## Биография
Диркс родился в немецком городе Хайде, в семье Йоханнеса и Маргареты Диркс. Когда ему было семь лет, его отец, резчик по дереву, перевез семью в Чикаго, штат Иллинойс. После продажи различных карикатур в местные журналы Рудольф переехал в Нью-Йорк и нашел работу карикатуриста. Его младший брат Гас вскоре последовал его примеру. Он занимал несколько должностей иллюстратора, кульминацией которых стала работа в «Нью-Йорк Джорнел» Уильяма Рэндольфа Херста.
Между «Нью-Йорк Джорнел» и «Нью-Йорк Уорлд» Джозефа Пулитцера шла война за тиражи. В 1895 году в журнале «Нью-Йорк Уорлд» с огромным успехом выходил полноцветный воскресный комикс «Переулок Хогана», более известный как «Жёлтый малыш». Редактор Рудолф Блок попросил Диркса разработать воскресный комикс по мотивам поучительной сказки Вильгельма Буша «Макс и Мориц». Когда Диркс представил свои эскизы, Блок назвал их «Дети Катценджаммера», и первая комикс появилась 12 декабря 1897 года. Гас Диркс помогал своему брату с «Детьми Катценджаммера» в течение первых нескольких лет до его самоубийства 10 июня 1902 года. В качестве времяпрепровождения Диркс создавал серьезные картины, связанные со Школой мусорных вёдер. Как и многие его коллеги-карикатуристы, он был заядлым игроком в гольф. Постепенно Диркс передал свои обязанности карикатуриста своему сыну Джону Дирксу, который возглавил «Капитан и дети» примерно в 1955 году. Старший Диркс умер в Нью-Йорке в 1968 году.

## Борьба за комикс

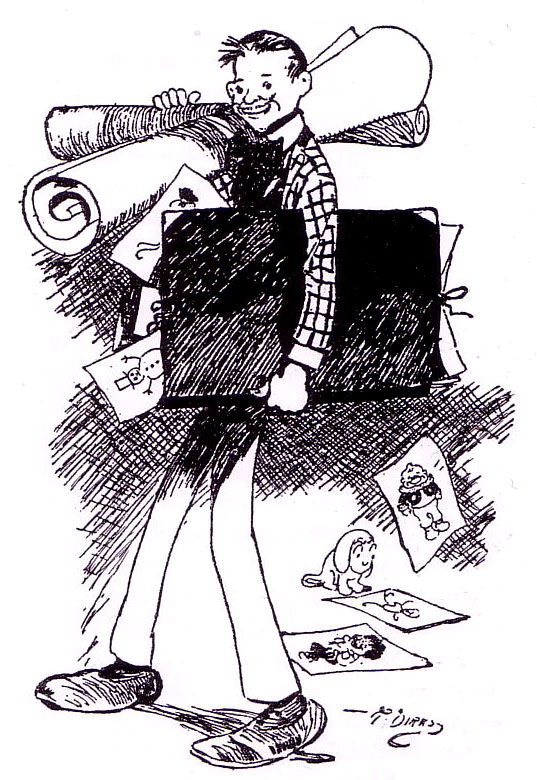
Автопортрет Диркса

Диркс отрывался от работы в журнале, чтобы служить своей стране во время испано-американской войны и в других случаях. В 1912 году он попросил годичный отпуск, чтобы отправиться с женой в турне по Европе. Эта просьба привела к разрыву с журналом. После длительной и печально известной судебной тяжбы федеральные суды постановили, что Диркс имеет право продолжать рисовать своих персонажей для конкурирующей газетной сети, но журнал сохраняет право на название «Дети Катценджаммера». После этого Диркс начал рисовать комиксы под названием «Ганс и Фриц для мира», начиная с 1914 года. Антинемецкие настроения во время Первой мировой войны привели к тому, что комикс «Дети Катценджаммера» был переименован в «Капитан и дети». Журнал выбрал Харольда Кнеера для продолжения комикса «Капитан и дети». Комикс «Капитан и дети» распространялся компанией «United Feature Syndicate», а «Дети Катценджаммера» — компанией «King Features Syndicate».
Успех «Детей Катценджаммера» был обусловлен не только удачным стечением обстоятельств. Диркс был талантливым карикатуристом с превосходным выбором времени и красочной галереей различных персонажей, включая Ганса и Фрица, капитана, инспектора и маму. В середине 1950-х годов в полосе появился романтичный мошенник по имени Финеас Флуб. Такие персонажи, как Ролло, никогда не появлялись в версии Диркса.

## Язык комиксов
Диркс внес значительный вклад в графический язык комиксов. Хотя он не был первым, кто использовал последовательные панели или речевые шары, он оказал влияние на их более широкое внедрение. Он также популяризировал такие значки, как скоростные линии, «видение звезд» для обозначения боли и «пиление дров» для обозначения храпа.